# Jovan Ang
Jovan Ang (* 23. August 2006 in Singapur) ist ein singapurischer Fußballspieler.

## Karriere
Jovan Ang erlernte das Fußballspielen in der Schulmannschaft der St. Hilda's Secondary School. Am 1. Januar 2022 wechselte er in die Juniorenmannschaft des Erstligisten Tampines Rovers. Sein Erstligadebüt gab der Juniorenspieler am 15. September 2023 (27. Spieltag) im Auswärtsspiel gegen Balestier Khalsa. Bei dem 3:1-Auswärtssieg wurde er nach der Halbzeitpause für Glenn Kweh eingewechselt.